# Ponikvari
Ponikvari – wieś w Chorwacji, w żupanii sisacko-moslawińskiej, w gminie Topusko. W 2011 roku liczyła 347 mieszkańców.